# Escola Secundária de Dona Luísa de Gusmão
A Escola Secundária Dona Luísa de Gusmão, fundada em 1958, é uma escola pública com ensino secundário e 3.º Ciclo localizada na freguesia da Penha de França, cidade de Lisboa. Pertence ao Agrupamento de Escolas Nuno Gonçalves e a sua coordenadora é a professora Maria João Costa.

## História
Foi fundada em 1958, em pleno regime ditatorial do Estado Novo para suprir a falta de escolas devido ao crescente aumento da população da zona oriental de Lisboa.
Até ao dia 24 de Abril de 1974, a escola apenas permitia a frequência de raparigas, passando a ser mista com a Revolução dos Cravos. Desde a sua fundação, tem sido local de passagem de centenas de alunos, alguns deles hoje figuras ilustres da sociedade portuguesa, nas mais diversas áreas.
Atualmente, a escola, sob a administração do Agrupamento de Escolas Nuno Gonçalves, continua a ser uma das mais importantes e conhecidas da capital.
A escola tem sido, recorrentemente, palco de ocupações e protestos que apelam à proteção ambiental e ao fim do uso do combustível fóssil até 2030.
Nos últimos anos, juntamente com escola-sede do agrupamento - a Escola Básica 2,3 Nuno Gonçalves -, tem vindo a deparar-se com problemas estruturais e de falta de manutenção, tal como foi revelado por um relatório da Proteção Civil, em 2020, que conclui o espaço estava em risco sísmico, com diversos curto-circuitos e com colapso de telhados.

## Patrona
Luísa Maria Francisca de Gusmão e Sandoval (Sanlúcar, 13 de outubro de 1613 — Lisboa, 27 de fevereiro de 1666), espanhola, veio a ser a primeira Rainha consorte de Portugal da Casa de Bragança, pelo seu casamento com João IV. Encontra-se sepultada na Igreja de São Vicente de Fora, em Lisboa.